# クローバー (The Sketchbookの曲)
「クローバー」は、The Sketchbookの2枚目のシングル。2011年9月28日にavex entertainmentから発売された。

## 概要
前作「道」と同時発売された。2011年8月4日には、本作の表題曲と1枚目のシングルの表題曲「道」の着うたが配信された。
収録曲は全曲、テレビアニメ『SKET DANCE』の劇中で使用されており、表題曲「クローバー」はエンディングテーマ、カップリング曲の「キヲク」は第25話のエンディングテーマとして起用された。
表題曲「クローバー」は、「みんなで一緒に楽しむ」という魅力を持つ曲であり、多田はライブで盛り上がれる曲であると語っている。また、楽曲イメージはゆったりとしたロック曲であった。なお、タイトルの「クローバー」は、三つ葉とメンバー3人を対比させている。
CD+DVD盤、通常盤の2種リリース。表題曲「クローバー」にはPVが製作されており、CD+DVD盤に同梱されているDVDに収録されている。また、2011年9月13日にエイベックス・エンタテインメントの公式チャンネル『avex channel』から配信された。

### 主な記録
2011年10月10日付のオリコン週間シングルチャートで31位を獲得。初動売上は0.2万枚を記録した。デイリーチャートでは、2011年10月1日付のチャートで28位を獲得。登場回数は4回を記録した。
2011年10月10日付のBillboard Hot Singles Salesで31位、Billboard Hot Animationで5位を獲得。Billboard Hot Animationでは、1枚目のシングル「道」と2作同時にTOP5入りを果たした。
2011年10月8日放送分のCOUNT DOWN TVのThis Week's TOP100では36位を獲得。登場回数は2回を記録した。

## 批評
CDジャーナルは、「ポジティヴな雰囲気を持つロック曲である」と評した。

## 収録曲
（全作詞：Rock the tiger、作曲・編曲：tatsuo）
1. クローバー
  - テレビアニメ『SKET DANCE』エンディングテーマ
2. キヲク
  - テレビアニメ『SKET DANCE』第25話エンディングテーマ
3. クローバー（instrumental）
4. キヲク（instrumental）

## 収録アルバム
| 楽曲       | 発売日        | タイトル   | 備考                        |
| ---------- | ------------- | ---------- | --------------------------- |
| クローバー | 2012年7月25日 | Sketchbook | 1枚目のオリジナルアルバム。 |
| キヲク     | 2012年7月25日 | Sketchbook | 1枚目のオリジナルアルバム。 |